# Ваљи (Терни)
Ваљи је насеље у Италији у округу Терни, региону Умбрија.
Према процени из 2011. у насељу је живело 57 становника. Насеље се налази на надморској висини од 493 м.